# Convento degli Agostiniani (Melpignano)
Il convento degli Agostiniani, con annessa chiesa del Carmine, è un ex complesso conventuale situato a Melpignano, in provincia di Lecce.

## Storia
Il complesso conventuale fu costruito a partire dal 1573, quando la cinquecentesca chiesa del Carmine fu affidata all'Ordine degli Agostiniani. La realizzazione dell'opera fa parte della serie di conventi e monasteri voluti dalla Chiesa latina per imporre la propria presenza in un'area fortemente legata al rito greco. Nel 1638, per volontà del padre agostiniano Raffaele Monosi, il complesso fu ristrutturato dal coriglianese Francesco Manuli su progetto dell'architetto leccese Giuseppe Zimbalo. La chiesa fu completata nel 1662.

## Architettura

### Chiesa del Carmine

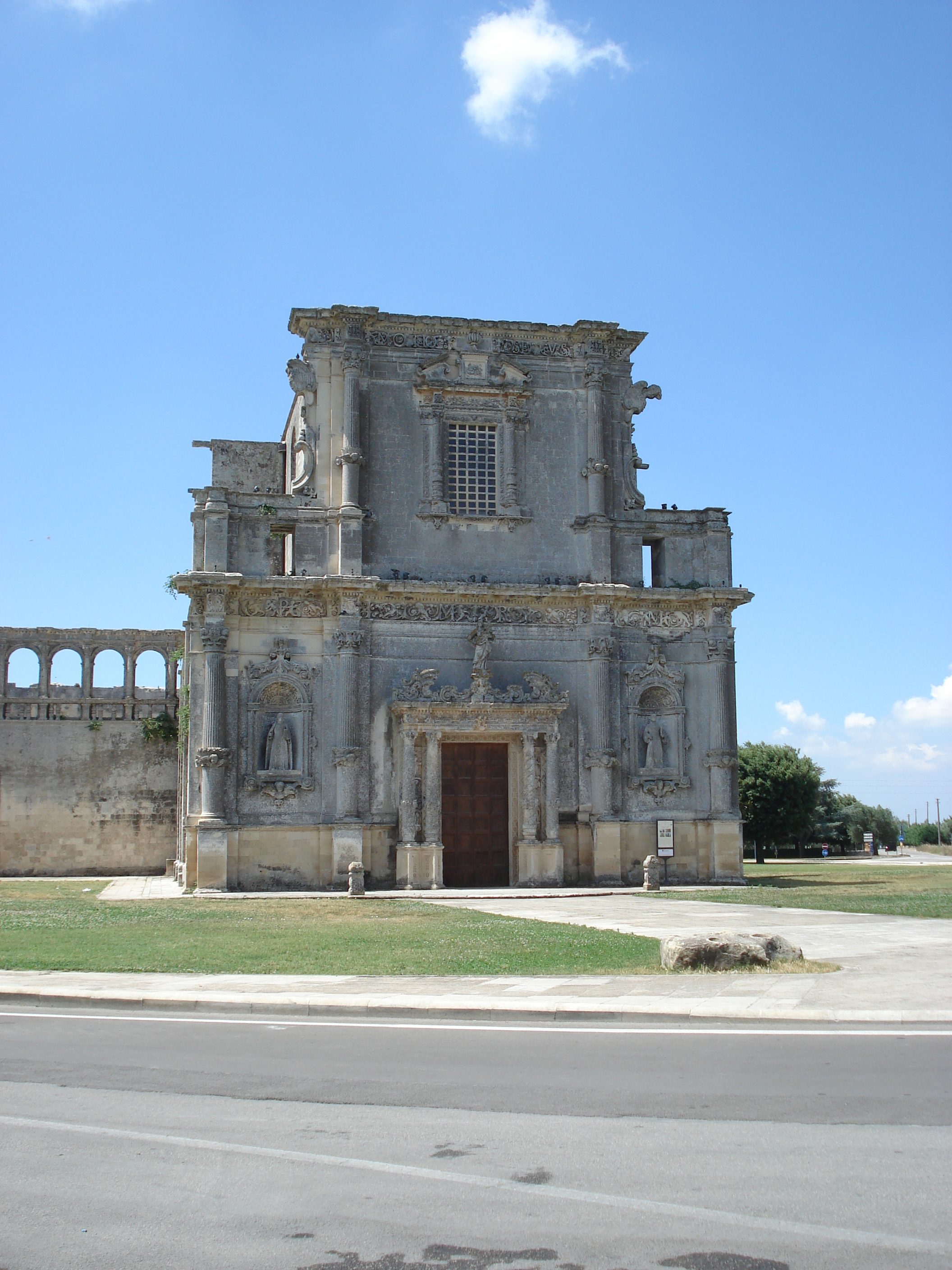
La facciata della Chiesa del Carmine.

#### Esterno
La facciata della chiesa, alto esempio di barocco leccese seicentesco, possiede un portale d'ingresso formato da due coppie di colonne, riccamente decorate e poggianti su basamenti ruotati di 45 gradi, che sorreggono la trabeazione sovrastata da una statua lapidea della Madonna del Carmelo. Lateralmente due nicchie ospitano le statue di santa Monica e sant'Agostino. Al di sopra di un elaborato fregio, l'ordine superiore è impreziosito da un'elegante finestra centrale con timpano arcuato e da volute laterali con busti di cherubini.

#### Interno
L'interno, a navata unica con sei cappelle disposte lungo le pareti laterali, conserva ancora il coro cinquecentesco alle spalle dell'altare maggiore. Quest'ultimo è dedicato alla Vergine del Carmine ed è arricchito dalle statue di san Tommaso da Villanova e di papa Alessandro VII. Gli altari minori, tra cui si distingue quello dedicato a san Nicola da Tolentino del 1656 di Placido Buffelli, furono realizzati nella metà del Seicento.

### Convento
In abbandono per decenni, il convento ha subito alcuni lavori di restauro, ed attualmente è utilizzato per ospitare attività culturali. Il chiostro del 1644 conserva i resti di un decoratissimo colonnato, recante moltissime incisioni latine, e un pozzo su cui è scolpita l'aquila a due teste, segno della presenza della nobile famiglia Castriota Scanderbeg.
Nell'ampio spazio antistante si svolge ogni anno il concertone finale del Festival della Notte della Taranta.